# Gildardo Magaña Cerda
Gildardo Magaña Cerda (Zamora, Michoacán; 7 de marzo de 1891-Ciudad de México, 16 de diciembre de 1939) fue un militar, escritor y político mexicano que participó en la Revolución mexicana. Se desempeñó como gobernador del Territorio Norte de Baja California de 1935 a 1936 y gobernador de Michoacán de 1936 a 1939.

## Biografía

### Primeros años
Nació en Zamora, Michoacán, el 7 de marzo de 1891. Fue hijo de Celso Magaña Caballero (n. 1869) y de Columba Cerda (1870 – 1928). Su padre era un comerciante de ideas liberales. Realizó sus primeros estudios en el Seminario Diocesano de su tierra natal, y después fue enviado a estudiar la carrera de comercio en el Temple College de Filadelfia, Estados Unidos. 
En 1907 regresó al país y se estableció, junto con toda su familia, en la Ciudad de México. Ahí se unió a los clubes opositores de ideas anarcosindicalistas. 

### Porfiriato y maderismo
Hacia 1909, junto con gente como Juan Sánchez Azcona, Francisco Cossio Robelo, Enrique Bordes Mantel, los hermanos Francisco y Carlos Múgica, y Emilio y Francisco Vázquez Gómez, entre otros, simpatizó y militó sucesivamente en los partidos Democrático y Antirreeleccionista. 
En marzo de 1911 participó en la conspiración de Tacubaya. Al ser esta descubierta, huyó hacia Morelos, donde se unió al movimiento regionalista encabezado por Emiliano Zapata; en mayo participó en el sitio y toma de Cuautla, donde Emiliano Zapata le confirió el grado de teniente coronel, con el cual quedó definitivamente incorporado al Ejército Libertador del Sur.

### Zapatismo
Durante el verano de 1911 actuó como diplomático zapatista, tratando de limar las asperezas entre Emiliano Zapata y Francisco I. Madero. No lo logró, pero se mantuvo fiel a la causa suriana. 
En julio de 1912, cuando se encontraba desempeñando una comisión política del zapatismo, fue aprehendido y recluido a la penitenciaría del Distrito Federal, donde conoció a Francisco Villa que también había sido recluido ahí, enseñándole a leer y escribir, así también le explicó el Plan de Ayala y las ideas del agrarismo zapatista. 
Durante la lucha contra Victoriano Huerta, en 1913 y 1914, fue comisionado para negociar con los jefes constitucionalistas norteños el Plan de Ayala, siendo Gildardo Magaña un elemento clave en la unión entre Francisco Villa , y  Emiliano Zapata. En octubre de 1914 fue delegado de Emiliano Zapata a la Convención de Aguascalientes, como integrante de la comisión del Ejército Libertador del Sur. Del 13 de marzo al 10 de junio de 1915, durante el gobierno de Roque González Garza fue nombrado gobernador del Distrito Federal. Del 2 de marzo al 5 de abril de 1916 fungió como ministro de gobernación en el Consejo de Gobierno de la Convención de Aguascalientes. 
En noviembre de 1916 fue uno de los fundadores del centro de Consulta para la Propaganda y la Unificación Revolucionaria, establecido para orientar a los pueblos vecinos sobre los principios del zapatismo. Desde 1917 fungió como jefe del Cuartel General de Tochimilco, Puebla, desde el cual trató de establecer alianzas con los otros movimientos revolucionarios y ganar simpatizadores, con el fin de hacer la causa zapatista una lucha nacional. 
En septiembre de 1917 fue ascendido a general de brigada, y al mando de sus fuerzas continuó combatiendo al gobierno carrancista en la zona limítrofe de los estados de Puebla y Morelos. 
Tras la muerte de Emiliano Zapata en abril de 1919, Magaña trató de mantener la organización del Ejército Libertador del Sur, para lo cual buscó reorientar y dominar políticamente a los jefes campesinos. El 4 de septiembre de 1919 fue elegido sucesor de Zapata entre los cinco candidatos que se presentaron a la consideración de los principales jefes: éstos eran Maurilio Mejía, Genovevo de la O, Jesús Capistrán Yáñez, Timoteo Sánchez y por supuesto Gilbardo Magaña Cerda, que fue el único que era ajeno al origen del campo morelense. En dicha junta firmaron un manifiesto declarando a Magaña jefe del Ejército Libertador del Sur y llamando a los revolucionarios a continuar la lucha en defensa de los postulados del Plan de Ayala.

### Ejército nacional
En noviembre de 1919, debido al conflicto internacional con Estados Unidos suscitado por el secuestro del cónsul Jenkins, Magaña y otros jefes surianos aceptaron la amnistía del gobierno de Venustiano Carranza, pensando en ponerse en defensa de la nación que podía recibir una invasión norteamericana. En enero de 1920 volvió a levantarse en armas, probablemente por sugerencia de Álvaro Obregón y poco después se adhirió al Plan de Agua Prieta. 
Al triunfo de éste el Ejército Libertador del Sur fue incorporado al Ejército Mexicano a través de dos divisiones. Magaña obtuvo el grado de Divisionario y obtuvo el mando de la Segunda División del Sur, pues Genovevo de la O se hizo de la primera. Además intervino como mediador para lograr la rendición de Francisco Villa, la cual se logró el 28 de junio de 1920. Posteriormente fue comisionado como Jefe del Departamento de Colonias Agrícolas Militares. 
En 1923 influyó en la Confederación Nacional Agraria y organizó a los campesinos para combatir a los rebeldes delahuertistas.En 1935 fue designado Jefe de la 24.ª. Zona Militar, en Michoacán, y más tarde Jefe de la 2.ª Zona Militar en Baja California.  
En 1936 fue elegido gobernador constitucional del estado de Michoacán. En 1939 participó como precandidato a la presidencia de la República. 
Murió en la Ciudad de México, el 13 de diciembre de 1939, ocupando aún la gubernatura de Michoacán.

## Acervo
El archivo de Gildardo Magaña Cerda fue donado por su hermano Octavio, reúne documentos del movimiento zapatista y más de cuatro mil fotografías. Ingresó entre los años 1961-1962 al Instituto de Investigaciones Históricas de la UNAM, para posteriormente integrarse al Archivo Histórico de la UNAM en la década siguiente.

## Publicaciones
- Emiliano Zapata y el agrarismo en México, 1934
- Ofrenda a la memoria de Emiliano Zapata, 1938